# Stephan Bibrowski
Stephan Bibrowski (1890–1932), plus connu sous le nom de Lionel, l'homme à la tête de lion, est un artiste du cirque polonais. Probablement atteint d'hypertrichose, il est couvert d'une pilosité abondante qui lui donne l'apparence d'un lion.

## Biographie

### Enfance
Né en 1890 en Bielsk, près de Płock, dans l’Empire russe, Stephan Bibrowski manifeste dès son plus jeune âge des symptômes d'hypertrichose, une maladie qui provoque une croissance anormale des poils. La légende officielle déclare que « la mère avait été témoin, enceinte, de la mort atroce de son mari sous les griffes d’un lion enragé échappé d’un zoo » afin d'expliquer au public ce physique hors-norme. La mère de l'enfant commence à être progressivement évitée jusqu'à être complètement exclue de la communauté locale, où prédominent des superstitions dans la culture folklorique slave considérant cette apparence physique comme le signe d'un « enfant démoniaque ». Sa mère le vend à l'âge de quatre ans à l'entrepreneur de spectacle allemand Joseph Sedlmayer qui l'achète en contrepartie d'un moulin et d'une parcelle de champs. Ce dernier l'adopte et l'envoie à l'école dès l'âge de six ans à Wutemburg et l'élève dans la foi catholique. Dans son autobiographie « The Story of my Life » publié en 1928, Stephan Bibrowski décrit ce phénomène de stigmatisation et le processus d'exclusion progressive des habitants de Bielsk et de son abandon par sa famille. Dès l'âge de onze ans, son père adoptif lui donne son nom de scène « Lionel l'Enfant-Lion » pour des représentations en utilisant cette particularité physique hors du commun pour la promotion de ses spectacles à travers l'Allemagne.

### Exposition publique
A la fin du XIXe siècle, les spectacles de divertissement à travers les freaks show consistant à exhiber des êtres humains comme étant des « phénomènes de foires » liés à leurs malformations physiques ou mentales sont en plein essor. En 1901, il signe un contrat avec le plus célèbre cirque anglo-américain de l’époque, le Barnum & Bailey, dirigé par Phineas Taylor Barnum, pour une durée de cinq ans où il remplace, Jo-Jo « l’Homme-Chien » (Fédor Jeftichjew, 1868-1904). 

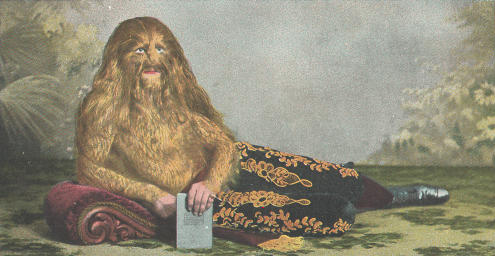
(1890-?)
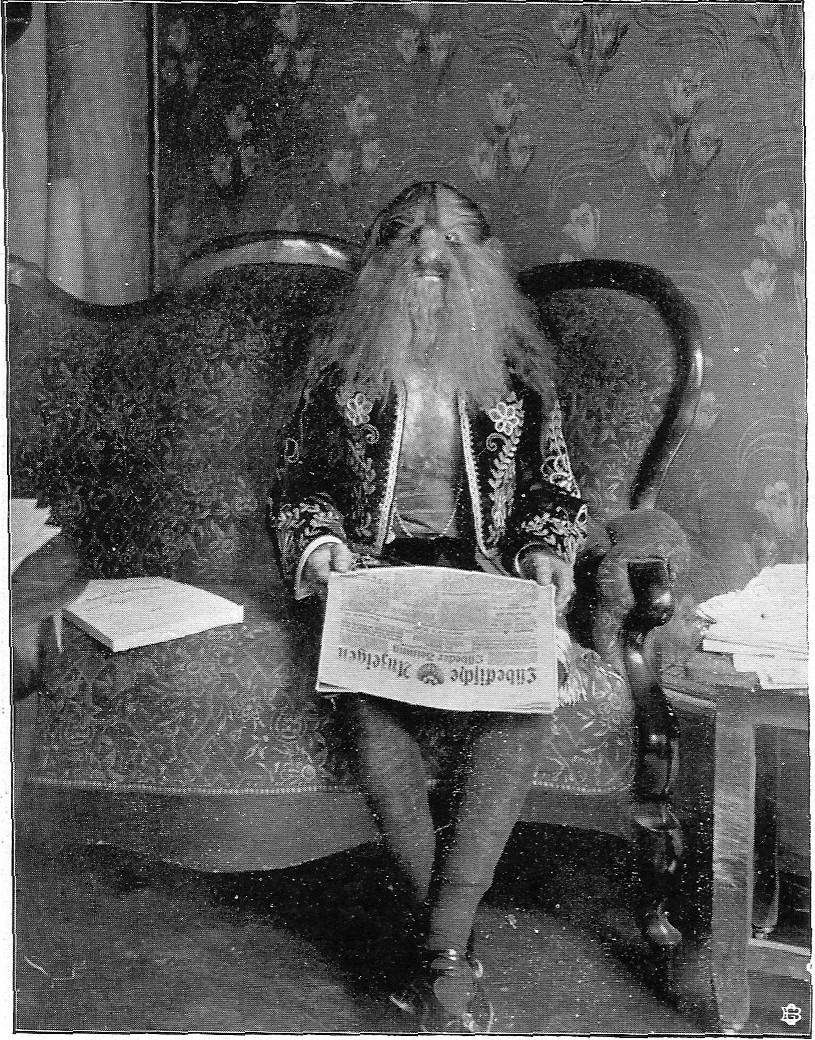
Date estimée : 1909
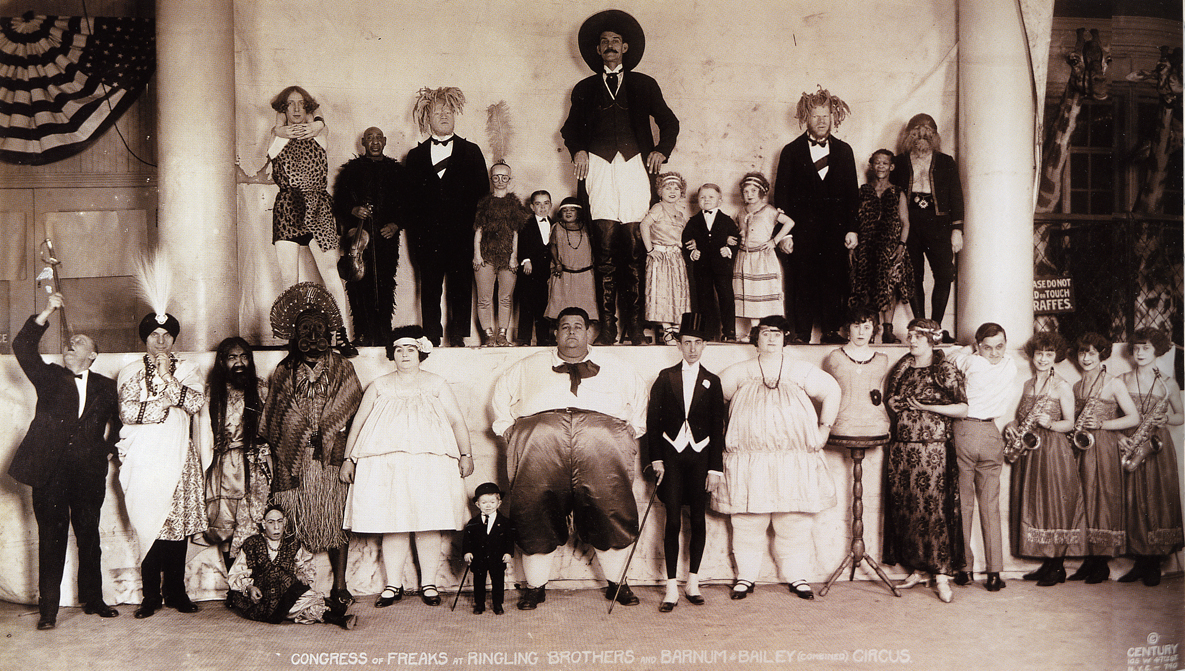
Photo de la troupe du "Circus Acts" (1924). Lionel, "l'homme à la tête de lion" est au dernier rang en haut à droite.

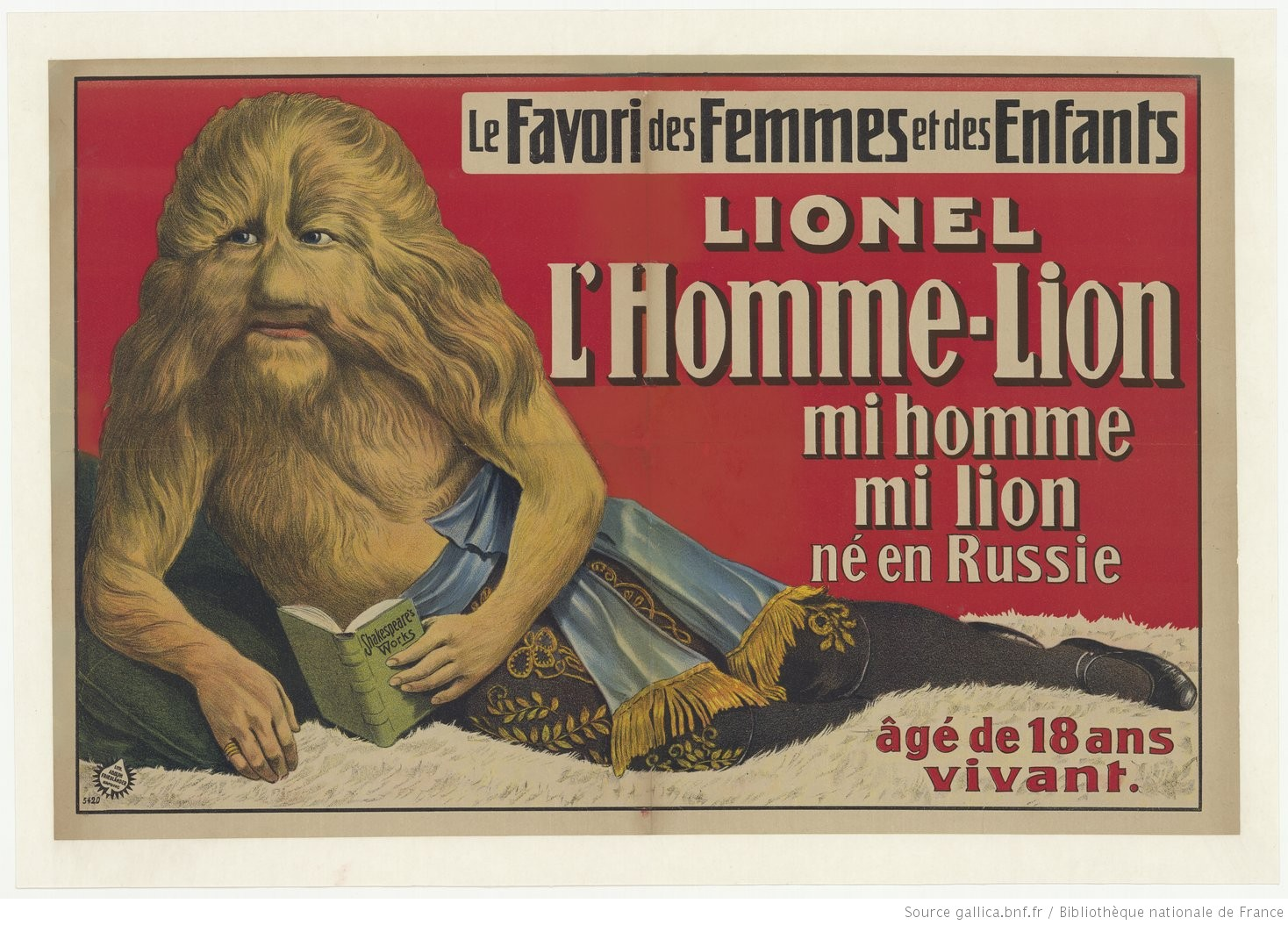
Affiche-Edité en 1911

Lors de ses représentations, Stephan Bibrowski adopte un style vestimentaire élégant assorti d'une élocution douce, ce qui contrastait avec son apparence bestiale. Il est particulièrement apprécié par le jeune public et les femmes de par ses bonnes manières. Érudit et passionné de littérature, il parle couramment plusieurs langues. À l’expiration de son contrat en 1907, au sommet de sa notoriété, Stephan Bibrowski rejoint à nouveau l'entrepreneur Sedlmayer en Allemagne où il s’exhibe dans l’enceinte du Panoptikum Hamburg (en), célèbre musée de cire berlinois. À partir de 1912, il se retire des représentations publiques dont les causes de cette absence sont incertaines. Selon un communiqué, Sedlmayer déclare qu'il aurait été victime d'un accident à l'occasion duquel sa « pilosité aurait pris feu ». Plusieurs hypothèses sont émises dont une éventuelle immolation liée à une tentative de suicide.
En 1920, Stephan Bibrowski s'installe aux États-Unis à New York où il devient une attraction permanente au Luna Park de Coney Island. Le succès populaire des freak show lui assure un revenu régulier pendant quelques années. Il se retire progressivement et revient en Allemagne à la fin des années 1920. Il meurt à Berlin, en 1932 probablement à  l'âge de 42 ans. Néanmoins, l’absence de déclaration officielle de son décès en rend difficile l'identification des causes et de la date exacte. Plusieurs hypothèses sont émises : un décès par crise cardiaque ou également la persécution des Nazis à l'encontre des personnes qu'ils considéraient comme « anormales », liées à leurs malformations physiques et mentales.

## Adaptation
- Xavier Coste, L'Homme à la tête de lion, Éditions Sarbacane, 24 août 2022, 280 p. (EAN 9782377318131)[9].